# Robert Reid (copilota di rally)
Robert Reid (Perth, 17 febbraio 1966) è un copilota di rally britannico.

## Biografia
Durante la sua carriera Robert ha avuto posto vicino a molti piloti famosi come Robbie Head, Colin e Alister McRae ma è più conosciuto per la sua lunga e fruttuosa esperienza con Richard Burns, durante la quale hanno vinto il World Rally Championship del 2001.
Il suo esordio è stato nel 1984, nell'Hackle Rally, una prova del campionato scozzese di rally.
La sua esperienza con Richard Burns è iniziata nel 1991 e finì nel 2003, quando Richard si ritirò dal Rally per problemi di salute e successivamente morì come conseguenza di un tumore al cervello. 
Durante quest'intervallo di tempo, la coppia partecipò a 103 Rally Mondiali, raggiungendo 277 prove speciali vinte e 34 podi conquistati.

## Vittorie nel WRC
| #  | Stagione | Gara                                  | Pilota        | Vettura                      | Squadra                 |
| -- | -------- | ------------------------------------- | ------------- | ---------------------------- | ----------------------- |
| 1  | 1998     | 46th Safari Rally Kenya               | Richard Burns | Mitsubishi Carisma GT Evo IV | Mitsubishi Ralliart     |
| 2  | 1998     | 54th Network Q Rally of Great Britain | Richard Burns | Mitsubishi Carisma GT Evo V  | Mitsubishi Ralliart     |
| 3  | 1999     | 46th Acropolis Rally of Greece        | Richard Burns | Subaru Impreza S5 WRC '99    | Subaru World Rally Team |
| 4  | 1999     | 12th Telstra Rally Australia          | Richard Burns | Subaru Impreza S5 WRC '99    | Subaru World Rally Team |
| 5  | 1999     | 55th Network Q Rally of Great Britain | Richard Burns | Subaru Impreza S5 WRC '99    | Subaru World Rally Team |
| 6  | 2000     | 48th Sameer Safari Rally Kenya        | Richard Burns | Subaru Impreza S5 WRC '99    | Subaru World Rally Team |
| 7  | 2000     | 33º TAP Rallye de Portugal            | Richard Burns | Subaru Impreza S6 WRC '00    | Subaru World Rally Team |
| 8  | 2000     | 20º Rally Argentina                   | Richard Burns | Subaru Impreza S6 WRC '00    | Subaru World Rally Team |
| 9  | 2000     | 56th Network Q Rally of Great Britain | Richard Burns | Subaru Impreza S6 WRC '00    | Subaru World Rally Team |
| 10 | 2001     | 31st Propecia Rally New Zealand       | Richard Burns | Subaru Impreza S7 WRC '01    | Subaru World Rally Team |

## Risultati nel mondiale rally

### WRC
| 1991 | Scuderia             | Vettura         |  |  |  |  |  |  |  |  |  |  |  |  |  |    |  |  | Punti | Pos. |
| ---- | -------------------- | --------------- |  |  |  |  |  |  |  |  |  |  |  |  |  | -- |  |  | ----- | ---- |
| 1991 | Peugeot Talbot Sport | Peugeot 309 GTI |  |  |  |  |  |  |  |  |  |  |  |  |  | 16 |  |  | 0     |      |

| 1992 | Scuderia             | Vettura            |  |  |  |  |  |  |  |  |  |  |  |  |  |     |  |  | Punti | Pos. |
| ---- | -------------------- | ------------------ |  |  |  |  |  |  |  |  |  |  |  |  |  | --- |  |  | ----- | ---- |
| 1992 | Peugeot Talbot Sport | Peugeot 309 GTI 16 |  |  |  |  |  |  |  |  |  |  |  |  |  | Rit |  |  | 0     |      |

| 1993 | Scuderia       | Vettura          |  |  |  |  |  |  |  |  |  |  |  |  |   |  |  |  | Punti | Pos. |
| ---- | -------------- | ---------------- |  |  |  |  |  |  |  |  |  |  |  |  | - |  |  |  | ----- | ---- |
| 1993 | 555 Subaru WRT | Subaru Legacy RS |  |  |  |  |  |  |  |  |  |  |  |  | 7 |  |  |  | 0     |      |

| 1994 | Scuderia       | Vettura                                 |  |  |   |  |  |  |     |  |  |     |  |  |  |  |  |  | Punti | Pos. |
| ---- | -------------- | --------------------------------------- |  |  | - |  |  |  | --- |  |  | --- |  |  |  |  |  |  | ----- | ---- |
| 1994 | 555 Subaru WRT | Subaru Impreza WRX e Subaru Impreza 555 |  |  | 5 |  |  |  | Rit |  |  | Rit |  |  |  |  |  |  | 0     |      |

| 1995 | Scuderia       | Vettura            |  |  |   |  |     |  |  |   |  |  |  |  |  |  |  |  | Punti | Pos. |
| ---- | -------------- | ------------------ |  |  | - |  | --- |  |  | - |  |  |  |  |  |  |  |  | ----- | ---- |
| 1995 | 555 Subaru WRT | Subaru Impreza 555 |  |  | 7 |  | Rit |  |  | 3 |  |  |  |  |  |  |  |  | 0     |      |

| 1996 | Scuderia                                           | Vettura                   |  |  |     |  |   |  |   |  |     |  |  |  |  |  |  |  | Punti | Pos. |
| ---- | -------------------------------------------------- | ------------------------- |  |  | --- |  | - |  | - |  | --- |  |  |  |  |  |  |  | ----- | ---- |
| 1996 | Mitsubishi Ralliart e Petronas Mitsubishi Ralliart | Mitsubishi Lancer Evo III |  |  | Rit |  | 4 |  | 5 |  | Rit |  |  |  |  |  |  |  | 0     |      |

| 1997 | Scuderia            | Vettura                      |  |  |   |     |  |  |     |   |   |  |   |  |   |   |  |  | Punti | Pos. |
| ---- | ------------------- | ---------------------------- |  |  | - | --- |  |  | --- | - | - |  | - |  | - | - |  |  | ----- | ---- |
| 1997 | Mitsubishi Ralliart | Mitsubishi Carisma GT Evo IV |  |  | 2 | Rit |  |  | Rit | 4 | 4 |  | 4 |  | 4 | 4 |  |  | 0     |      |

| 1998 | Scuderia            | Vettura                                                    |   |    |   |   |   |     |   |     |   |   |   |     |   |  |  |  | Punti | Pos. |
| ---- | ------------------- | ---------------------------------------------------------- | - | -- | - | - | - | --- | - | --- | - | - | - | --- | - |  |  |  | ----- | ---- |
| 1998 | Mitsubishi Ralliart | Mitsubishi Carisma GT Evo IV e Mitsubishi Carisma GT Evo V | 5 | 15 | 1 | 4 | 4 | Rit | 4 | Rit | 9 | 5 | 7 | Rit | 1 |  |  |  | 33    | 6º   |

| 1999 | Scuderia                | Vettura                                               |   |   |     |   |   |   |   |   |     |   |   |     |   |   |  |  | Punti | Pos. |
| ---- | ----------------------- | ----------------------------------------------------- | - | - | --- | - | - | - | - | - | --- | - | - | --- | - | - |  |  | ----- | ---- |
| 1999 | Subaru World Rally Team | Subaru Impreza S5 WRC '99 e Subaru Impreza S5 WRC '98 | 8 | 5 | Rit | 4 | 5 | 7 | 2 | 1 | Rit | 2 | 2 | Rit | 1 | 1 |  |  | 55    | 2º   |

| 2000 | Scuderia                | Vettura                                               |     |   |   |   |   |   |     |     |     |   |   |     |   |   |  |  | Punti | Pos. |
| ---- | ----------------------- | ----------------------------------------------------- | --- | - | - | - | - | - | --- | --- | --- | - | - | --- | - | - |  |  | ----- | ---- |
| 2000 | Subaru World Rally Team | Subaru Impreza S5 WRC '99 e Subaru Impreza S6 WRC '00 | Rit | 5 | 1 | 1 | 2 | 1 | Rit | Rit | Rit | 4 | 4 | Rit | 2 | 1 |  |  | 60    | 2º   |

| 2001 | Scuderia                | Vettura                   |     |    |   |   |   |   |     |     |   |   |     |   |   |   |  |  | Punti | Pos. |
| ---- | ----------------------- | ------------------------- | --- | -- | - | - | - | - | --- | --- | - | - | --- | - | - | - |  |  | ----- | ---- |
| 2001 | Subaru World Rally Team | Subaru Impreza S7 WRC '01 | Rit | 16 | 4 | 7 | 2 | 2 | Rit | Rit | 2 | 1 | Rit | 4 | 2 | 3 |  |  | 44    | 1º   |

| 2002 | Scuderia      | Vettura         |   |   |   |   |   |    |     |     |   |   |   |     |     |     |  |  | Punti | Pos. |
| ---- | ------------- | --------------- | - | - | - | - | - | -- | --- | --- | - | - | - | --- | --- | --- |  |  | ----- | ---- |
| 2002 | Peugeot Total | Peugeot 206 WRC | 8 | 4 | 3 | 2 | 2 | SQ | Rit | Rit | 2 | 2 | 4 | Rit | Rit | Rit |  |  | 34    | 4º   |

| 2003 | Scuderia               | Vettura         |   |   |   |   |   |   |     |   |   |   |   |   |     |  |  |  | Punti | Pos. |
| ---- | ---------------------- | --------------- | - | - | - | - | - | - | --- | - | - | - | - | - | --- |  |  |  | ----- | ---- |
| 2003 | Marlboro Peugeot Total | Peugeot 206 WRC | 5 | 3 | 2 | 2 | 3 | 4 | Rit | 3 | 3 | 3 | 7 | 8 | Rit |  |  |  | 58    | 4º   |

| Legenda | 1º posto | 2º posto | 3º posto | A punti | Senza punti | Ritirato | Squalificato | NP=Non partito C=Gara cancellata | Apice=Power stage |

### Group N Cup
| 1994 | Scuderia | Vettura            |  |  |   |  |  |  |  |  |  |  |  |  |  |  |  |  | Punti | Pos. |
| ---- | -------- | ------------------ |  |  | - |  |  |  |  |  |  |  |  |  |  |  |  |  | ----- | ---- |
| 1994 |          | Subaru Impreza WRX |  |  | 2 |  |  |  |  |  |  |  |  |  |  |  |  |  | 0     |      |

| Legenda | 1º posto | 2º posto | 3º posto | A punti | Senza punti | Ritirato | Squalificato | NP=Non partito C=Gara cancellata | Apice=Power stage |